# Nelson Tófano
Nelson Tófano (Presidente Bernardes, 29 de abril de 1931 – Blumenau, 23 de novembro de 2013) foi um radialista e político brasileiro.

## Vida
Filho de Miguel Tófano e de Idalina Sebriani Tófano. Casou com Hilda Johana Tófano.

## Carreira
Foi deputado à Assembleia Legislativa de Santa Catarina na 7ª legislatura (1971 — 1975), eleito pela Movimento Democrático Brasileiro (MDB).